# Zelig
Zelig är en amerikansk fiktiv dokumentär-komedifilm från 1983, skriven och regisserad av Woody Allen. Filmen hade svensk premiär den 16 mars 1984.

## Handling
Filmen är en fiktiv dokumentär om Leonard Zelig (Woody Allen). Leonard Zelig är i sig en absurd parafras på den anpassningbare juden, en social varelse som likt en kameleont snabbt anpassar sig till sin omgivning.

## Medverkande
| Woody Allen        | – Leonard Zelig                               |
| Mia Farrow         | – Dr Eudora Nesbitt Fletcher                  |
| Patrick Horgan     | – berättaren                                  |
| Garrett Brown      | – Zelig i filmen "The Changing Man"           |
| Stephanie Farrow   | – Meryl Fletcher                              |
| Will Holt          | – Hitler vid nazistmötet                      |
| Sol Lomita         | – Martin Geist                                |
| Mary Louise Wilson | – Ruth Zelig                                  |
| John Rothman       | – Paul Deghuee                                |
| Deborah Rush       | – Lita Fox                                    |
| Marianne Tatum     | – Eudora Fletcher i filmen "The Changing Man" |